# Wikivoyage
Ne doit pas être confondu avec Wikitravel.
 (mars 2023).
 (février 2023).
Wikivoyage est un portail web multilingue, collaboratif et gratuit de guides touristiques. Il est géré en wiki grâce au moteur MediaWiki.
Depuis 2012, Wikivoyage appartient à la Fondation Wikimédia, organisation à but non lucratif américaine sise à San Francisco, et son contenu, librement améliorable, est librement réutilisable, sous licence Creative Commons « Attribution - Partage dans les Mêmes Conditions ».

## Histoire

Premier logo de Wikivoyage.

L'histoire remonte au 7 octobre 2004 alors que beaucoup d'auteurs et d'administrateurs actuels faisaient avancer de la même façon[pas clair] la section allemande du projet Wikitravel. La vente de celui-ci à une entreprise commerciale, la société de publicité sur internet Internet Brands, annoncée le 20 avril 2006, créa un grand désarroi parmi les utilisateurs du monde germanophone. Le mécontentement additionnel créé par le mode de management de la direction du projet entraîne une scission, la plupart des administrateurs et auteurs germanophones décidant de continuer le projet indépendamment, en créant un fork.
Après une phase préparatoire de six mois, l'association à but non lucratif Wikivoyage est fondée le 30 septembre 2006 ; elle acquiert le nom de domaine et opère elle-même son serveur. Le 10 décembre 2006 le projet démarre avec les données reprises de Wikitravel. Au bout de quatre mois, 30 % du contenu se composait de nouveaux articles.
Initialement il n'existait que deux versions de Wikivoyage : une version en allemand et, à partir du 10 décembre 2007, une version en italien. L'organisation des fichiers média et la gestion des accès d'utilisateurs permettent toutefois d'ores et déjà des versions en langues différentes.
Malgré un nombre d'articles peu élevé (à peu près 6 300 pages début février 2008 pour la version allemande), le projet est déjà reconnu dans la presse écrite et parlée suisse. Le fait que le nom de domaine et le serveur soient gérés par une association suscite un grand intérêt dans la communauté des wikis.
À la mi-2012, la majorité de la communauté des éditeurs de Wikitravel a décidé de se réunir à nouveau avec Wikivoyage et proposé à la Wikimedia Foundation d'héberger le nouveau projet, sous le nom de Wikivoyage. Cette proposition a été acceptée en octobre 2012.
Au 11 janvier 2013, il existe neuf variantes linguistiques de Wikivoyage, et la version francophone compte plus de 2400 articles.
Wikivoyage est officiellement lancé le 15 janvier 2013,,.
Fin juillet 2013, les variantes linguistiques sont passées à 14 et la version en français a dépassé les 3000 destinations.

## Organisation et fonctionnement

### Contrôle des modifications
Comme Wikipédia, Wikivoyage utilise le logiciel Media-Wiki et garde la trace du nom des auteurs des articles (de leur IP ou de leur pseudonyme). Aussi, la qualité du contenu est assurée par le contrôle mutuel des contributeurs. Pour les habitués de Wikipédia, l'utilisation du même logiciel facilite l'apprentissage de l'interface de Wikivoyage.

### Licence
Wikivoyage utilise la licence Creative Commons « Attribution - Partage dans les Mêmes Conditions ». Cependant, ce type de licence n'est pas utilisé pour les images et autres médias, que l'on s'efforce de rendre disponibles sous la double licence (GNU Creative Commons)[style à revoir].

### Structure de l'information
À l'opposé des lexiques, les articles sont structurés de façon thématique, grâce aux catégories bien connues du logiciel MediaWiki et grâce aux fils d'Ariane qui indiquent l'appartenance à d'autres articles.
Les différents thèmes sont séparés par différents espaces de nom. L'espace principal affiche les destinations de voyages par lieu géographique. Le site permet de croiser destinations et thèmes de voyages.
Le contenu des articles relève de la responsabilité des auteurs ou de la communauté et non de celle de l'organisation.

### Financement
Wikivoyage était financé par des dons et par les cotisations des membres de l'association.

## Diffusion
Le site Wikivoyage autorise, et même favorise, la diffusion de son contenu par des miroirs. Il met à disposition des archives hebdomadaires qui contiennent toutes les données légales nécessaires, notamment le nom des auteurs des articles. Une extension du programme concernant la mention des auteurs des images est en cours de préparation.
Le choix de la licence Creative Commons Attribution-ShareAlike rend possible une transmission simplifiée avec juste la mention des auteurs, sans qu'il soit nécessaire de reproduire le texte de la licence au complet.